# الجديدة (مكة)
الجديدة هي قرية في منطقة مكة المكرمة، في غرب المملكة العربية السعودية.

## الموقع
تقع قرية الجديدة شمال شرق مدينة مكة المكرمة، تبعد عن المسجد الحرام مسافة 58 كم بالسير في ثلاثة طرق: الطريق الثانوي رقم 4657 (1 كم) والطريق رقم 4650 (12 كم) والطريق رقم 80 (46 كم)
وقرية الجديدة لا تبعد عن مركز محافظة المضيق سوى 1 كم بالاتجاه شمال شرق. وهي مزارع ودور مبنية على ضفاف وادي المضيق (وادي المضيق اليوم هو وادي نخلة الشامية) في سفوح جبال بني مسعود من الشمال الغربي وجبل بام من الجنوب الشرقي.

## السكان
سكنها من قبل ذوو محمد عقب الشريف محمد بن علي بن سالم 

## وصلات خارجية
- سيول وادي الشاميه شرق شمال مكه على يوتيوب